# Crozetulus rhodesiensis
Crozetulus rhodesiensis is een spinnensoort in de taxonomische indeling van de Dwergkogelspinnen (Anapidae).
Het dier behoort tot het geslacht Crozetulus. De wetenschappelijke naam van de soort werd voor het eerst geldig gepubliceerd in 1981 door Brignoli.